# ファブリシオ・ヴェウドゥム

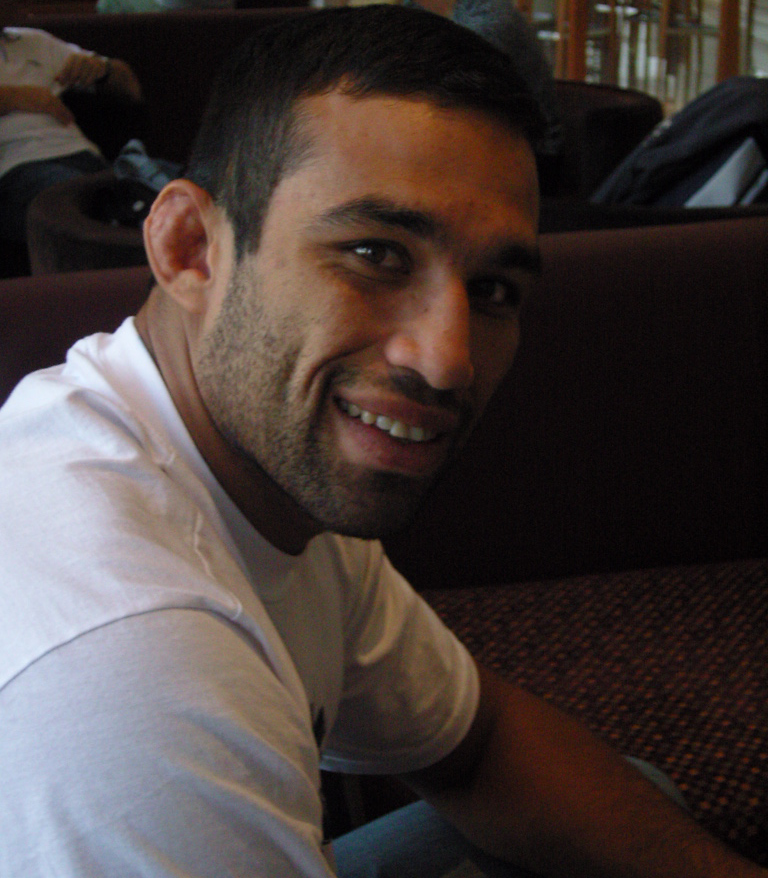
2007年のヴェウドゥム

ファブリシオ・ヴェウドゥム（Fabrício Werdum、1977年7月30日 - ）は、ブラジルの男性総合格闘家、柔術家。リオグランデ・ド・スル州ポルト・アレグレ出身。アメリカ合衆国カリフォルニア州在住。キングスMMA/ファイトクラブ・アフマト所属。第18代UFC世界ヘビー級王者。

## 概要
アブダビコンバット99kg以上級とムンジアル重量級連覇の実績を持つ寝技のスペシャリスト。試合運びの上手さから「マスター・オブ・ザ・ゲーム」の異名を持つ。
またMMA転向初期は弱点であった打撃もハファエル・コルデイロに師事してからは成長を見せ始め、2011年にコルデイロよりムエタイの黒帯を授かった。
特に首相撲からの膝蹴りはその後ヴェウドゥムの大きな武器となる。

## 来歴
10代の時に交際していた恋人の元彼氏と喧嘩になった際に三角絞めで絞め落とされ、ブラジリアン柔術を始める。17歳の時に母親と共に柔術の知名度が低いスペインに移住するも、現地のマドリードで柔術道場を開き、練習を続けた。
2002年6月16日、総合格闘技デビュー戦でテンギズ・テドラゼと対戦し、三角絞めで一本勝ち。
2003年9月13日、Jungle Fight 1でガブリエル・ゴンザーガと対戦し、TKO勝ち。

### PRIDE
2005年2月20日、PRIDE初出場となったPRIDE.29でトム・エリクソンと対戦し、スリーパーホールドで一本勝ち。
2005年10月23日、PRIDE.30でセルゲイ・ハリトーノフと対戦。ハリトーノフの打撃を嫌がりたびたび自分からリングに寝転がるなど、精彩を欠いた試合内容になってしまい、判定負け。
2006年5月5日、PRIDE 無差別級グランプリ 2006 開幕戦の無差別級グランプリ1回戦でアリスター・オーフレイムと対戦。アリスターの打撃に苦戦を強いられるも、下になった状態からチキンウィングアームロックで一本勝ち。
2006年7月1日、PRIDE 無差別級グランプリ 2006 2nd ROUNDの無差別級グランプリ2回戦でアントニオ・ホドリゴ・ノゲイラと対戦し、判定負け。
2006年11月12日、オランダで開催された2H2Hでエメリヤーエンコ・アレキサンダーと対戦し、肩固めで一本勝ち。

### UFC
2007年4月21日、UFC初出場となったUFC 70でアンドレイ・アルロフスキーと対戦し、0-3の判定負け。
2007年6月8日付けでチーム・クロコップを離脱し、シュートボクセ・アカデミーへ移籍した。
2008年1月19日、UFC 80でガブリエル・ゴンザーガと5年ぶりに再戦し、パウンドでTKO勝ち。
2008年10月25日、UFC 90でジュニオール・ドス・サントスと対戦し、右アッパーからのパウンドを浴びてTKO負けを喫した。この敗戦で評価を下げてしまい、UFC側との契約交渉でファイトマネーの減額を通告され、UFCを離脱。

### Strikeforce
2009年8月15日、Strikeforce初出場となったStrikeforce: Carano vs. Cyborgでマイク・カイルと対戦し、ギロチンチョークで一本勝ちを収めた。
2009年11月7日、Strikeforce: Fedor vs. Rogersでアントニオ・シウバと対戦し、3-0の判定勝ち。
2010年6月26日、Strikeforce: Fedor vs. Werdumでエメリヤーエンコ・ヒョードルと対戦し、1R1分9秒に腕ひしぎ三角固めでタップアウトを奪い大番狂わせの一本勝ち。
2011年6月18日、Strikeforce: Overeem vs. Werdumのワールドグランプリ1回戦でアリスター・オーフレイムと5年ぶりに再戦。アリスターの打撃を嫌がり、たびたび自分から仰向けに寝転がるなど、精彩を欠いた試合内容になり、0-3の判定負け。

### UFC復帰
2012年2月4日、約5年振りのUFC出場となったUFC 143でロイ・ネルソンと対戦。1Rに膝蹴りでネルソンの額を出血させるなど打撃戦で優位に立ち、3-0の判定勝ち。ファイト・オブ・ザ・ナイトを受賞した。
2013年、The Ultimate Fighter Brazil 2でアントニオ・ホドリゴ・ノゲイラとそれぞれのチームのコーチを務めた。
2013年6月8日、コーチ対決としてUFC on Fuel TV 10でヘビー級ランキング8位のアントニオ・ホドリゴ・ノゲイラと約7年振りに再戦し、2Rに腕ひしぎ十字固めで一本勝ち。
2014年4月19日、UFC on FOX 11のヘビー級王座挑戦者決定戦でヘビー級ランキング3位のトラヴィス・ブラウンと対戦し、3-0の5R判定勝ち。これにより王者ケイン・ヴェラスケスに挑戦する事が確定したが、ヴェラスケスの負傷により元K-1王者のマーク・ハントとの暫定王座決定戦となった。

#### UFC世界王座獲得
2014年11月15日、UFC 180のUFC世界ヘビー級暫定王座決定戦でヘビー級ランキング4位のマーク・ハントと対戦。バックスピンキックやローキックで攻め、2ラウンドに跳び膝蹴りでダウンを奪い、パウンドで2RTKO勝ちを収め暫定王座獲得に成功。パフォーマンス・オブ・ザ・ナイトを受賞した。
2015年3月16日、チェチェン共和国大統領ラムザン・カディロフの大統領宮殿に招待された。
2015年6月13日、UFC 188のUFC世界ヘビー級王座統一戦で正規王者ケイン・ヴェラスケスを打撃で圧倒し、3Rに疲労したヴェラスケスのタックルに合わせてギロチンチョークを極めて一本勝ちを収め王座統一に成功。パフォーマンス・オブ・ザ・ナイトを受賞した。
2016年5月14日、UFC 198のUFC世界ヘビー級タイトルマッチでヘビー級ランキング3位の挑戦者スティーペ・ミオシッチと対戦し、カウンターの右フックで1RKO負けを喫し、王座陥落した。
2016年9月10日、UFC 203でヘビー級ランキング6位のトラヴィス・ブラウンと再戦し、3-0の判定勝ち。試合後ブラウンのセコンドと揉め事を起こした。
2017年7月8日、UFC 213でヘビー級ランキング3位のアリスター・オーフレイムと対戦し、0-2の判定負けを喫した。
2017年11月19日、UFC Fight Night: Werdum vs. Tyburaでヘビー級ランキング8位のマルチン・ティブラと対戦し、3-0の5R判定勝ち。
2018年3月17日、UFC Fight Night: Werdum vs. Volkovでヘビー級ランキング8位のアレキサンダー・ヴォルコフと対戦し、パウンドで4RKO負け。
2018年5月22日、米国アンチドーピング機関（USADA）が、ヴェウドゥムにアンチ・ドーピング規則違反があったことを公表。同年9月11日にヴェウドゥムのアンチ・ドーピング規則違反が4月25日に実施された競技外の抜き打ち検査で禁止薬物トレンボロンとその代謝物であるエピトレンボロンの陽性反応検出だったことが、USADAにより明らかにされ、2年間の出場停止処分が下された。
2020年5月9日、約2年2か月ぶりの復帰戦となったUFC 249でヘビー級ランキング12位のアレクセイ・オレイニクと対戦し、1-2の判定負け。自身初の連敗となった。
2020年7月26日、UFC on ESPN: Whittaker vs. Tillでアレクサンダー・グスタフソンと対戦し、腕ひしぎ十字固めで1R一本勝ち。パフォーマンス・オブ・ザ・ナイトを受賞した。この試合後にヴェウドゥムはUFCと契約更新しないことを選択してフリーエージェントになった。

### PFL
2021年5月6日、PFL初出場となったPFL 3でヘナン・フェレイラと対戦し、パウンドで1RTKO負け。しかし、フィニッシュ直前にヴェウドゥムが仕掛けた三角絞めでフェレイラがタップのような仕草をしていたことが映像に捉えられていたことから、ヴェウドゥムのチームは映像を添えてニュージャージー州アスレチック・コントロール・ボードに不服申し立てを行うと、後日、ニュージャージー州アスレチック・コントロール・ボードによって裁定がノーコンテストに変更された。

## 人物・エピソード
- PRIDE参戦時にはその寝技スキルの高さをミルコ・クロコップに買われ、クロアチアに移住してチーム・クロコップの柔術コーチを務めていた。
- 「ヴァイ・カヴァーロ(Vai Cavalo)」というニックネームは、サッカーをしている時のヴェウドゥムの動きがあまりにも速すぎるため、対戦相手がポルトガル語で「馬を連れて来い！(Vai Cavalo)」と叫んだためについたものである[14]。
- ポルトガル語、英語、スペイン語を流暢に話す事ができる。
- SNSにリーボックのユニフォームにナイキのロゴマークを合成した写真をアップし、UFCのリーボック制度に対する不満を吐露したために、ラテンアメリカ向けスペイン語放送の試合解説の仕事を降板させられるが、ヴェウドゥムは冗談のつもりだったので試合解説の仕事に復帰させて欲しいと謝罪した[15]。
- 当時世界最強と評価されていたエメリヤーエンコ・ヒョードルから総合格闘技ルールで初めてタップアウトを奪い、世界の注目を集めた。
- 2015年10月にチェチェン共和国の「ファイトクラブ・アフマト」とクラブを代表する契約を結んだ[16]。
- 2019年1月にカリフォルニア州トーランスの自宅近くの海で溺れていた男児を救助した[17]。

## 戦績
| 総合格闘技 戦績 | 総合格闘技 戦績 | 総合格闘技 戦績 | 総合格闘技 戦績 | 総合格闘技 戦績 | 総合格闘技 戦績 | 総合格闘技 戦績 |
| --------------- | --------------- | --------------- | --------------- | --------------- | --------------- | --------------- |
| 36 試合         | (T)KO           | 一本            | 判定            | その他          | 引き分け        | 無効試合        |
| 24 勝           | 6               | 12              | 6               | 0               | 1               | 1               |
| 10 敗           | 3               | 0               | 7               | 0               | 1               | 1               |

| 勝敗 | 対戦相手                               | 試合結果                           | 大会名                                                                            | 開催年月日     |
| ×    | ジュニオール・ドス・サントス           | 5分3R終了 判定1-2                  | Gamebred Fighting Championship 5                                                  | 2023年9月8日   |
| －   | ヘナン・フェレイラ                     | 1R 2:32 ノーコンテスト（誤審）     | PFL 3                                                                             | 2021年5月6日   |
| ○    | アレクサンダー・グスタフソン           | 1R 2:30 腕ひしぎ十字固め           | UFC on ESPN 14: Whittaker vs. Till                                                | 2020年7月26日  |
| ×    | アレクセイ・オレイニク                 | 5分3R終了 判定1-2                  | UFC 249: Ferguson vs. Gaethje                                                     | 2020年5月9日   |
| ×    | アレキサンダー・ヴォルコフ             | 4R 1:38 KO (右アッパー→パウンド)   | UFC Fight Night: Werdum vs. Volkov                                                | 2018年3月17日  |
| ○    | マルチン・ティブラ                     | 5分5R終了 判定3-0                  | UFC Fight Night: Werdum vs. Tybura                                                | 2017年11月19日 |
| ○    | ウォルト・ハリス                       | 1R 1:05 腕ひしぎ十字固め           | UFC 216: Ferguson vs. Lee                                                         | 2017年10月7日  |
| ×    | アリスター・オーフレイム               | 5分3R終了 判定0-2                  | UFC 213: Romero vs. Whittaker                                                     | 2017年7月8日   |
| ○    | トラヴィス・ブラウン                   | 5分3R終了 判定3-0                  | UFC 203: Miocic vs. Overeem                                                       | 2016年9月10日  |
| ×    | スティーペ・ミオシッチ                 | 1R 2:47 KO（右フック）             | UFC 198: Werdum vs. Miocic 【UFC世界ヘビー級タイトルマッチ】                      | 2016年5月14日  |
| ○    | ケイン・ヴェラスケス                   | 3R 2:13 ギロチンチョーク           | UFC 188: Velasquez vs. Werdum 【UFC世界ヘビー級王座統一戦】                       | 2015年6月13日  |
| ○    | マーク・ハント                         | 2R 2:27 TKO（跳び膝蹴り→パウンド） | UFC 180: Werdum vs. Hunt 【UFC世界ヘビー級暫定王座決定戦】                        | 2014年11月15日 |
| ○    | トラヴィス・ブラウン                   | 5分5R終了 判定3-0                  | UFC on FOX 11: Werdum vs. Browne                                                  | 2014年4月19日  |
| ○    | アントニオ・ホドリゴ・ノゲイラ         | 2R 2:41 腕ひしぎ十字固め           | UFC on Fuel TV 10: Nogueira vs. Werdum                                            | 2013年6月8日   |
| ○    | マイク・ルソー                         | 1R 2:28 TKO（右アッパー→パウンド） | UFC 147: Silva vs. Franklin 2                                                     | 2012年6月23日  |
| ○    | ロイ・ネルソン                         | 5分3R終了 判定3-0                  | UFC 143: Diaz vs. Condit                                                          | 2012年2月4日   |
| ×    | アリスター・オーフレイム               | 5分3R終了 判定0-3                  | Strikeforce: Overeem vs. Werdum 【ワールドグランプリ ヘビー級トーナメント 1回戦】 | 2011年6月18日  |
| ○    | エメリヤーエンコ・ヒョードル           | 1R 1:09 腕ひしぎ三角固め           | Strikeforce: Fedor vs. Werdum                                                     | 2010年6月26日  |
| ○    | アントニオ・シウバ                     | 5分3R終了 判定3-0                  | Strikeforce: Fedor vs. Rogers                                                     | 2009年11月7日  |
| ○    | マイク・カイル                         | 1R 1:24 ギロチンチョーク           | Strikeforce: Carano vs. Cyborg                                                    | 2009年8月15日  |
| ×    | ジュニオール・ドス・サントス           | 1R 1:20 TKO（右アッパー→パウンド） | UFC 90: Silva vs. Cote                                                            | 2008年10月25日 |
| ○    | ブランドン・ヴェラ                     | 1R 4:40 TKO（マウントパンチ）      | UFC 85: Bedlam                                                                    | 2008年6月7日   |
| ○    | ガブリエル・ゴンザーガ                 | 2R 4:33 TKO（パウンド）            | UFC 80: Rapid Fire                                                                | 2008年1月19日  |
| ×    | アンドレイ・アルロフスキー             | 5分3R終了 判定0-3                  | UFC 70: Nations Collide                                                           | 2007年4月21日  |
| ○    | エメリヤーエンコ・アレキサンダー       | 1R 3:24 肩固め                     | 2H2H: Pride & Honor                                                               | 2006年11月12日 |
| ×    | アントニオ・ホドリゴ・ノゲイラ         | 3R（10分/5分/5分）終了 判定0-3     | PRIDE 無差別級グランプリ 2006 2nd ROUND 【無差別級グランプリ 2回戦】              | 2006年7月1日   |
| ○    | アリスター・オーフレイム               | 2R 3:43 チキンウィングアームロック | PRIDE 無差別級グランプリ 2006 開幕戦 【無差別級グランプリ 1回戦】                 | 2006年5月5日   |
| ○    | ユノラフ・エイネモ                     | 3R（10分/5分/5分）終了 判定3-0     | PRIDE.31 Dreamers                                                                 | 2006年2月26日  |
| ×    | セルゲイ・ハリトーノフ                 | 3R（10分/5分/5分）終了 判定1-2     | PRIDE.30 STARTING OVER                                                            | 2005年10月23日 |
| ○    | ローマン・ゼンツォフ                   | 1R 4:01 腕ひしぎ三角固め           | PRIDE GRANDPRIX 2005 決勝戦                                                       | 2005年8月28日  |
| ○    | トム・エリクソン                       | 1R 5:41 スリーパーホールド         | PRIDE.29 SURVIVAL                                                                 | 2005年2月20日  |
| ○    | エベンゼール・フォンテス・ブラガ       | 2R 1:28 KO（パンチ）               | Jungle Fight 2                                                                    | 2004年5月15日  |
| ○    | ガブリエル・ゴンザーガ                 | 3R 2:11 TKO（パンチ連打）          | Jungle Fight 1                                                                    | 2003年9月13日  |
| ○    | クリストフ・ミドゥ・"ザ・フェニックス" | 1R 4:11 腕ひしぎ三角固め           | World Absolute Fight 2                                                            | 2003年3月22日  |
| △    | ジェームス・ジキック                   | 5分3R終了 ドロー                   | Millennium Brawl 8                                                                | 2002年9月22日  |
| ○    | テンギズ・テドラゼ                     | 1R 三角絞め                        | Millennium Brawl 7                                                                | 2002年6月16日  |

## 獲得タイトル
- 第5回アブダビコンバット 99kg以上級 準優勝・無差別級 3位（2003年）
- 第6回アブダビコンバット 99kg以上級 3位（2005年）
- 第7回アブダビコンバット 99kg以上級 優勝（2007年）
- 第8回アブダビコンバット 99kg以上級 優勝（2009年）
- 第9回アブダビコンバット 99kg以上級 準優勝（2011年）
- 世界柔術選手権 黒帯ペサディシモ(+97kg)級 優勝（2003年）
- 世界柔術選手権 黒帯ペサディシモ級 優勝（2004年）
- UFC世界ヘビー級暫定王座（2014年）
- 第18代UFC世界ヘビー級王座（2015年）

## 表彰
- UFC ファイト・オブ・ザ・ナイト（1回）
- UFC パフォーマンス・オブ・ザ・ナイト（3回）
- World MMA Awards サブミッション・オブ・ザ・イヤー（2010年/エメリヤーエンコ・ヒョードル戦）
- MMA Fighting サブミッション・オブ・ザ・イヤー（2010年/エメリヤーエンコ・ヒョードル戦）
- SHERDOG サブミッション・オブ・ザ・イヤー（2010年/エメリヤーエンコ・ヒョードル戦）
- SHERDOG アップセット・オブ・ザ・イヤー（2010年/エメリヤーエンコ・ヒョードル戦）
- Bleacher Report サブミッション・オブ・ザ・イヤー（2010年/エメリヤーエンコ・ヒョードル戦）
- Bleacher Report アップセット・オブ・ザ・イヤー（2010年/エメリヤーエンコ・ヒョードル戦）

## 出演
- キックボクサー リジェネレーション（2016年）
- キックボクサー ザ・リベンジ（英語版）（2018年）